# Тлалок
Тлалок (аст. Tlaloc) — бог дождя и грома, сельского хозяйства, огня и южной стороны света у ацтеков. Был владыкой 3-й из 5 ацтекских мировых эпох.

## Место и функции в ацтекском пантеоне
Не был богом-создателем, он сам был создан другими богами. Считалось, что Тлалок живёт на вершинах гор или во дворце над Мексиканским заливом. Во внутреннем дворе его жилища, в каждом из четырёх углов стоят четыре больших кувшина с дождём, засухой, болезнями растений и ливнями. Поэтому Тлалок иногда изображался в виде кувшина. Тлалок мог насылать ревматизм, подагру и водянку (ацтеки полагали, что люди, умершие от этих болезней, а также утопленники, после смерти попадали в рай Тлалока).
Был благодетельным божеством, однако мог вызывать наводнения, засухи, град, заморозки, удары молнией.
Изображался антропоморфным, с глазами совы или кругами в виде змей вокруг глаз. Тлалок носил зубчатую корону, имел тело чёрного цвета. В его руках был змееподобный, усаженный зубами посох (молния) или стебель маиса, или кувшин с водой.
У других индейских народов назывался: Чок (Choc) — майя, Кокихо (Cocijo) — сапотеки, Тахин (Tajin) — тотонаки и Цауи (Tzahui) — миштеки. Первой женой Тлалока была Шочикецаль, второй — Чальчиутликуэ. Имел старшую сестру Уиштосиуатль («Госпожа Соль», Huixtocihuatl). Некоторые мифы считают его отцом бога луны Теккистекатля.

## Культ
Храм Тлалока в Теночтитлане располагался рядом с храмом Уицилопочтли на вершине главной 60-метровой пирамиды Темпло Майор. Внутри храма находилась статуя Тлалока. На горе Тлалок близ Теночтитлана находилось святилище божества, где воздвигнута статуя Тлалока из белой лавы. В дождливое время года в углубление на голове статуи помещались семена всех съедобных растений.
Принесённые в жертву Тлалоку переселялись в загробной жизни в его царство. Ацтеки проводили обряды на озере Тескоко и приносили ему в жертву детей, топя их в воде. Тлалок считался покровителем нескольких месяцев ацтекского календаря, а также дня Масатль и тресены Се Киауитль (1 Дождь) ритуального года.
Гигантская недовырубленная и повреждённая базальтовая статуя массой 168 тонн, изображавшая Тлалока, обнаружена около мексиканского города Коатлинчан. В настоящее время она выставлена в Национальном музее антропологии (Мехико). Головной убор из перьев изваяния образует чащу. В районе рта видны отверстия для длинных клыков.